# 亞基米夫卡 (布利茲紐基區)
48°55′22″N 36°28′54″E / 48.92278°N 36.48167°E
亞基米夫卡（烏克蘭語：Якимівка）是位於烏克蘭東部的村莊，由哈爾科夫州洛佐瓦區的布利茲紐基市鎮負責管轄。該村始建於1850年，面積0.33平方公里，2001年人口122，人口密度每平方公里369.7人。